# 莿蔥腳
莿蔥腳，又寫為莿葱腳，是臺灣高雄市小港區的一個傳統地域名稱，位於該區東北部。相較於今日行政區，其範圍大致包括濟南里南部不含其西部邊界地帶、泰山里南半部、宏亮里、六苓里東北半部、松金里不含西北部及北部邊界地帶、山明里西北部及東北部邊界地帶、店鎮里東北部、高松里西北部、松山里、大坪里不含西南部及東南部及東北部邊界地帶、坪頂里北部邊界地帶中央偏西一小段。
本地區境內主要聚落為莿蔥腳、山監（又作山畓，現改稱山明），設有國立高雄餐旅大學、高餐附中、高鳳工家（部分）、太平國小、華山國小、鳳陽國小。

## 歷史
台灣日治初期，莿蔥腳地區為一街庄，稱為「莿蔥腳庄」（舊制街庄），隸屬於鳳山上里。該庄昔日北與空地仔庄為鄰，東北與拷潭庄為鄰，東南與大坪頂庄為鄰，南邊為中廍庄，西邊為店仔後庄、二苓庄。
1901年（日治明治三十四年）11月11日，全台廢縣廳改設二十廳，該庄隸屬於鳳山廳。1904年（明治三十七年）5月3日，該庄編入「空地仔區」，隸屬於鳳山廳。1909年（明治四十二年）10月25日，全台合併二十廳為十二廳，空地仔區改隸屬於臺南廳。1920年（大正九年）10月1日，全台地方制度大改正，廢十二廳改設五州二廳，該庄改制為「莿蔥腳」大字，隸屬於高雄州鳳山郡小港庄（新制街庄）。
戰後小港庄改制為小港鄉，隸屬於高雄縣，大字亦改制為村。1950年（民國39年）10月1日，高、屏分治，小港鄉仍隸屬於高雄縣。1979年（民國68年）7月1日，省轄高雄市升格為院轄高雄市，同時將小港鄉併入成為小港區，村亦改制為里。2010年（民國99年）12月25日，高雄縣、市合併為新院轄高雄市。

## 聚落
本地區發展較早的聚落為莿蔥腳（現改稱高松）、山豬塭（已消失）、山監（又作山畓，現改稱山明），在日治初期的官方地圖上已有記載。此外，本地區尚有桂林社區。

## 學校
- 國立高雄餐旅大學
- 高餐附中
- 高鳳工家（部分）
- 太平國小
- 華山國小
- 鳳陽國小

## 公務機關
- 高雄市小港戶政事務所第二辧公處
- 高雄市政府警察局小港分局高松派出所
- 高雄市政府警察局小港分局漢民派出所
- 高雄市政府消防局第三大隊高桂消防分隊

## 大型醫療院所
- 高雄市立小港醫院